# 第8号交响曲 (德沃夏克)
G大調第8号交响曲，作品88（布氏號B. 163），是捷克作曲家安东宁·德沃夏克於1889年创作的交响曲，于1890年2月2日在布拉格首演，德沃夏克本人親任指挥。

## 创作背景
德沃夏克在入选波希米亚弗朗茨·约瑟夫科学、文学和艺术院之际，创作了这部作品。与第七交响曲——一首暴风雨般的浪漫主义作品——截然不同，第八交响曲欢快、如歌，更多地取材于德沃夏克喜爱的波西米亚民乐。德沃夏克的创作灵感来自其消夏之地普日布拉姆的美丽风景，作者试图“写一部不同于自己其他交响曲的作品，带有个人风格和新近的展现手法”。

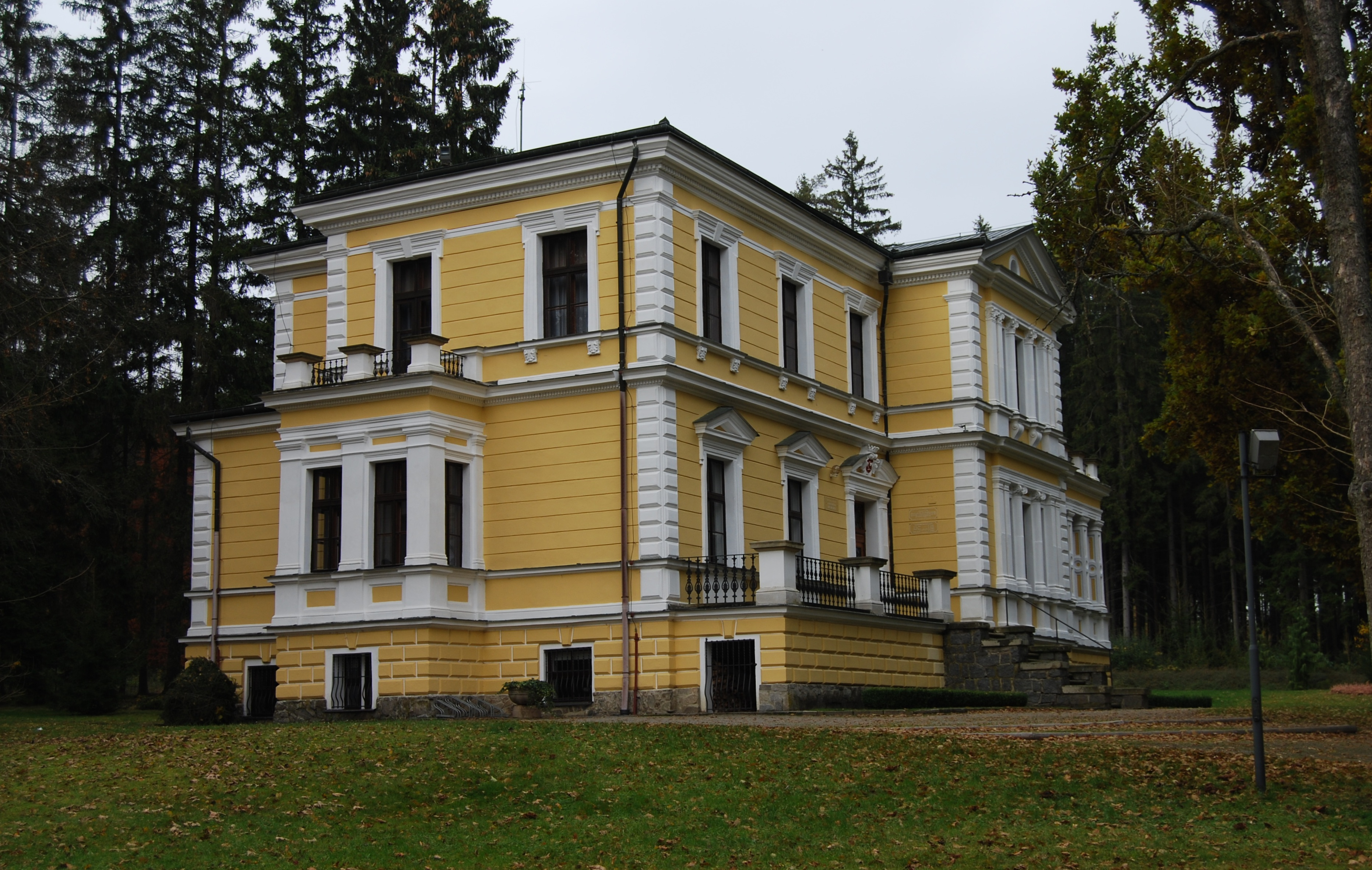
德沃夏克的夏季住所，他在此创作了该交响曲

### 表演和出版
1890年2月2日，在该作品的首演中，作曲家本人指挥布拉格國家劇院乐团演出。首演成功后，德沃夏克于1890年11月7日在法兰克福以及次年在剑桥再次指挥该曲演出，在剑桥德沃夏克被授予荣誉博士学位。在德沃夏克第六次访问英国期间，皇家爱乐乐团多次演奏该曲。

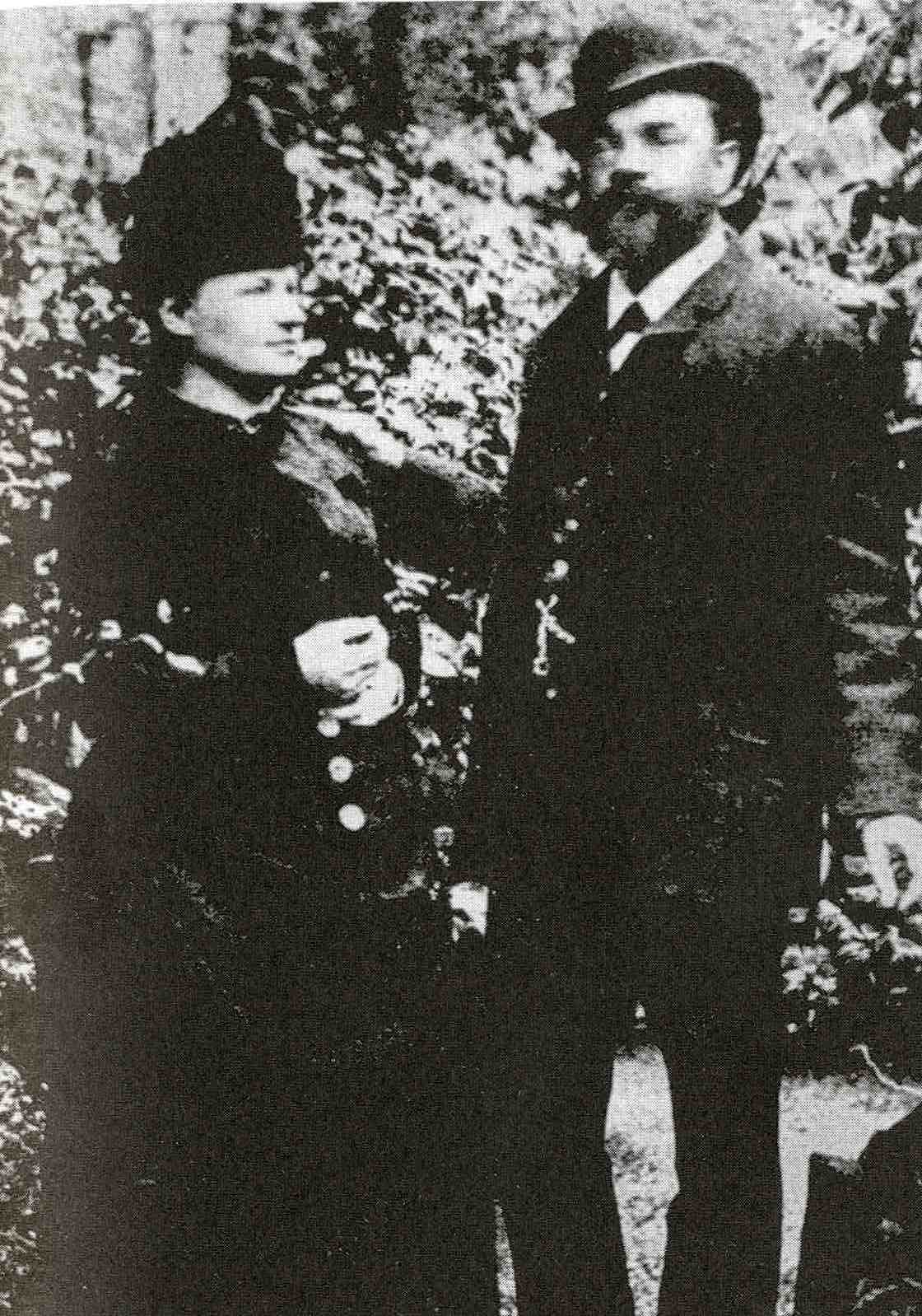
作曲家与妻子安娜在伦敦（1886年）

汉斯·里希特指挥了该曲在维也纳和伦敦的首演。音乐会结束后，他在维也纳写信给德沃夏克：“如果您在现场，一定会非常喜欢这次表演。所有人都认为这是一部伟大的作品，所以我们都很激动……掌声热烈而亲切。”
德沃夏克于1890年委托伦敦出版商文森特·诺维罗出版了这首交响曲。

## 分析

### 配器
本作品的配器包括：2支长笛（第二长笛兼任短笛）、2支双簧管（第一双簧管兼任英国管）、2支单簧管（A调和B♭调）、2个低音管、4个法國號、2支小号、3支长号、大号、定音鼓，以及弦乐 。依照工具書《管弦樂作品手冊》指示，上述之配器可簡記為"*2 *2 2 2—4 2 3 1—tmp—str"。
在此交响曲中，短笛和英国管的编排很不寻常。 第一乐章的呈示部中，短笛仅与长笛保持一致的长音；在第一乐章的“鸟鸣”主题第二次再现中，短笛只演奏了一个简短但突出的乐句。在某些版本中，兼吹英国管的是第二双簧管，而不是大多数乐谱中的第一双簧管。

### 樂章探實
本曲分為四个乐章：
1. 有生气的快板（Allegro con brio）；G小调 → G大调
2. 慢板（Adagio）；E♭大调 → C小调 → C大调
3. 优雅的小快板，非常活泼（Allegretto grazioso — Molto vivace）；G小调 → G大调的三重奏和结尾
4. 非进行曲式的快板（Allegro ma non troppo）；G大调

德沃夏克以四个乐章保留了交响曲的典型形式，但以一种不同寻常的方式来组织它们。各个乐章都显示出不同主题，其中许多都基于波西米亚旋律，乐章中主题的发展不时有即兴创作。
该曲的表演一般約需36分钟，是德沃夏克较短的交响曲之一。

#### 第一乐章
此乐章為奏鸣曲式架構，以有力而辉煌的呈示部开始，特点是定音鼓的自由应用。开头是抒情的G小調主题，由大提琴、低音管等中音域樂器合奏。这引出了“鸟鸣”的长笛主題（第18小節），达到了乐章的主调G大调。乐评家彼得·洛基（Peter Laki）认为此乐章的发展部“风起云涌”，匈牙利指揮豪勒隆·嘉保則評為「後貝多芬時代最為刺激的發展部寫作」。再现部中，第二个主题改由英国管演奏，較呈示部的旋律低两个八度。乐章以“简短但充满活力的尾声”结束。
浪漫主義時期的作品特色之一，便在於音樂主題的不同面貌，透過節奏、調性、配器等改變展現出來。在第一樂章當中，開端的大提琴主題之後將被小號重現（第219小節），而大提琴與小號的強烈音域對比，正是浪漫時期管弦樂團色彩變化的必要元素。另外，原來由長笛演繹的“鸟鸣”主題，則被賦予推進的功能，分別由圓號（第34小節）、樂團全體（第57小節）繼承，此亦是第一樂章主題發展的一例。

#### 第二乐章
尽管被标记为慢板，第二乐章在速度選擇上仍不應過慢，這點可由作曲家的速度提示窺見：此處拍號雖記為 
 拍慢板，但亦有「♪ = 80」的提示，似是作曲家並不屬意詠唱式的詮釋，而特別提示應在音樂行進中保持細小的脈動。樂章起初的九個小節是一個短小動機的模進（sequence），期間作曲家利用了變格終止的手法，使調性無法真正被確定，製造了聽覺上的期待感。隨後，美丽的单簧管二重奏开始（第12小節），与贝多芬的《田园交响曲》类似，音乐的灵感来自宁静的风景，描绘了一个被暴风雨打断的夏日。
前述無法被解決的和聲懸疑，在此樂章的中間段（第47小節起）獲得了滿足。此處的調性是確切的C大調，伴奏聲部提供穩定的主-屬和弦，長笛與雙簧管的齊奏則倘佯其上。總地說來，小調與大調間的對比性，構成了第二樂章的大部分畫面。

#### 第三乐章
起初是忧郁的华尔兹，
 拍，此段音樂富有斯拉夫式的色彩，然而樂章中段（第87小節起）的節奏錯置卻來自經典的捷克舞蹈。接近樂章尾声时，节拍一变而为 
，以与第二乐章类似的方式结束。
该乐章不是典型的小步舞曲或诙谐曲，而是类似于勃拉姆斯第一和第二交响曲的第三乐章“间奏曲”（intermezzo）。

#### 第四乐章
终乐章最为激荡，形式上是复杂的主题和变奏。必須注意的是，變奏曲是古老的作曲手法，在德沃夏克所處的年代已經罕有例子，這個樂章的可貴之處在於其繼承自巴赫、貝多芬、勃拉姆斯等人的變奏曲寫作傳統，將一個簡單、易於哼唱的主題加以各種變化，展現多樣的音樂可能性。
开场是嘹亮的小号。指挥家库贝利克曾说：“先生们，在波西米亚，小号从不呼唤战斗——他们总是呼唤舞蹈！”音乐随后发展成优美的主題，先是由大提琴演奏。德沃夏克巧妙地建立张力，在约两分钟后一气释放出来，一系列乐器凯旋般地演奏初始主题，而速度更快。主题引出对比鲜明的变奏后，乐章随即展开出一个激烈的中间部分，其中调性在大小调之间变化了数次。返回到缓慢的抒情部分后，作品以半音音階尾声结尾，其中铜管和定音鼓非常突出。乐评家彼得·拉基总结：“德沃夏克对形式的处理借鉴于贝多芬和勃拉姆斯，但他用明显的捷克风格的旋律，和当时作曲家少有的愉悦感，来填充他的形式。这些变奏的特点迥异：有些较慢，有些较快，有些柔和（例如，极具技巧的长笛独奏），有些则喧闹。大多数都是大调，中间那让人联想到乡村乐队的部分是小调。音乐总是开朗而乐观。”

## 軼事
- 第8號交響曲創作期間，德沃夏克与自己长期合作的出版商弗里茨·西姆罗克產生了意見上的分歧，后者对赚钱的短作品更感兴趣[1][3]。西姆罗克希望对乐章题目和作曲家名字使用德语，被“骄傲的波西米亚人”德沃夏克拒绝，作品後來遂轉由倫敦的诺维罗出版。
- 由于在英国首次出版，这首交响曲偶尔会被称为“英国交响曲”[5][6]。亦有意見指，与第7號交响曲（多有模仿德国作曲家勃拉姆斯）相比，第8號更值得“捷克”之名。